# Microdon hardyi
Microdon hardyi är en tvåvingeart som beskrevs av Ferguson 1926. Microdon hardyi ingår i släktet myrblomflugor, och familjen blomflugor. Inga underarter finns listade i Catalogue of Life.